# I Should Have Known Better
I Should Have Known Better (Lennon/McCartney) är en låt av The Beatles från 1964. Låten utgavs inte som singel i Storbritannien 1964, och i USA blev den enbart b-sida till "A Hard Day's Night". I Skandinavien och Nederländerna blev den däremot utgiven som a-sidesingel och en stor hit.

## Låtenoch inspelningen
Denna Beatleslåt var kraftigt inspirerad av Bob Dylan, inte minst vad gäller användandet av munspel. Man försökte spela in låten under två dagar, 25 – 26 februari 1964. Lennon blev dock ofta så full i skratt över sin egen meningslösa text så att han ofta kom att börja skratta och allt som allt behövde man 22 tagningar innan man var nöjda. Låten kom med på A Hard Day's Night som släpptes i USA 26 juni 1964 och i Storbritannien 10 juli 1964.
En nyskapande melodi av Lennon 1964. Istället för att som dittills i popmusiken ha ett stick som avdramatiserar, och bara är en transportsträcka tillbaka till A-delen, ökar spänningen här istället. Dessutom finns ett tonartsbyte i själva sticket, vilket var nytt. Dessa nyheter upptäcktes eller kommenterades aldrig, eftersom etablissemanget upptäckte Beatles först med "Yesterday" 1965. (källa: se även Sven Lindström i tidningen POP, januarinumret, 1995).

## Listplaceringar
| Lista (1964)  | Position         |
| ------------- | ---------------- |
| Finland       | 1                |
| Nederländerna | 1                |
| Norge         | 1 (VG-lista)     |
| Sverige       | 1 (Kvällstoppen) |
| Sverige       | 1 (Tio i topp)   |
| USA           | 53               |
| Vallonien     | 11               |
| Västtyskland  | 6                |